# Joe Hunt
Joseph Raphael Hunt, detto Joe (San Francisco, 17 febbraio 1919 – Daytona Beach, 2 febbraio 1945), è stato un tennista statunitense.

## Carriera
È conosciuto principalmente per la vittoria degli U.S. National Championships 1943 dove ha sconfitto in finale Jack Kramer per 6-3 6-8 10-8 6-0.

Ha preso parte al torneo americano per sei edizioni, la prima nel 1936 quando si ferma al terzo turno sconfitto da Don Budge. L'anno successivo si ripete la sfida con Budge e il risultato non cambia, è nuovamente la testa di serie numero uno a vincere l'incontro, questa volta ai quarti di finale.
Nel 1938 si ferma ancora ai quarti di finale ma questa volta per mano dell'australiano John Bromwich, nel 1939 arriva per la prima volta in semifinale ma si deve arrendere a Bobby Riggs che vincerà il torneo. Anche nel 1940 si ritrova in semifinale contro Riggs e riesce a portare l'incontro fino al quinto set prima di arrendersi.
Non prenderà parte alle due edizioni successive per poi ripresentarsi e vincere nel 1943. Nel 1937 arriva invece alla finale del U.S. Men's Clay Court Championships ma viene sconfitto in quattro set da Bobby Riggs.
Si è dovuto unire alle truppe statunitensi durante la seconda guerra mondiale e non è riuscito ad ottenere il permesso di continuare a giocare a tennis per difendere il titolo.
Il 2 febbraio 1945 il suo Grumman F6F Hellcat precipita a terra per cause tuttora non chiare e si chiudono così, prima del compimento dei 26 anni, la sua vita e la sua carriera.

È stato inserito nell'International Tennis Hall of Fame nel 1966.